# Football Club Bodio
Il Football Club Bodio è una società di calcio svizzera della località di Bodio, un paese nel Canton Ticino in Svizzera. La sua fondazione risale al 5 aprile 1919. Nella stagione 2022-2023 si posiziona al 5º posto con 29 punti in classifica e viene promosso in Quarta Lega.

## Storia
È una squadra che ha partecipato anche alla Serie B Svizzera, l'attuale Challenge League.

### Cronistoria
| 5.04.1919 | 5.04.1919 | Anno di fondazione           |
| 1948/49   | 1948/49   | Vincitore della coppa Ticino |
| 1950/51   | 1950/51   | Vincitore della coppa Ticino |
| 1952/53   | 1952/53   | Promozione in Prima Lega     |
| 1961      | 1963      | Divisione Nazionale B        |
| 1963      | 1965      | I lega                       |
| 1965      | 1970      | II Lega                      |
| 1970      | 1971      | III Lega                     |
| 1971      | 1976      | II Lega                      |
| 1976      | 1985      | III lega                     |
| 1985      | 1986      | II Lega                      |
| 1986      | 1987      | III Lega                     |
| 1987      | 1999      | II Lega                      |
| 1999      | 2003      | II lega élite                |
| 2003      | 2010      | Quinta Lega                  |
| 2010      | 2011      | Quarta Lega                  |
| 2011      | 2023      | Quinta Lega                  |
| 2023      | 2024      | Quarta Lega                  |

(Legenda: Divisione Nazionale A = 1º livello / Divisione Nazionale B = 2º livello / Prima Lega = 3º livello / Seconda Lega = 4º livello / Terza Lega = 5º livello / Quarta Lega = 6º livello / Quinta Lega = 7º livello)

## Stadio

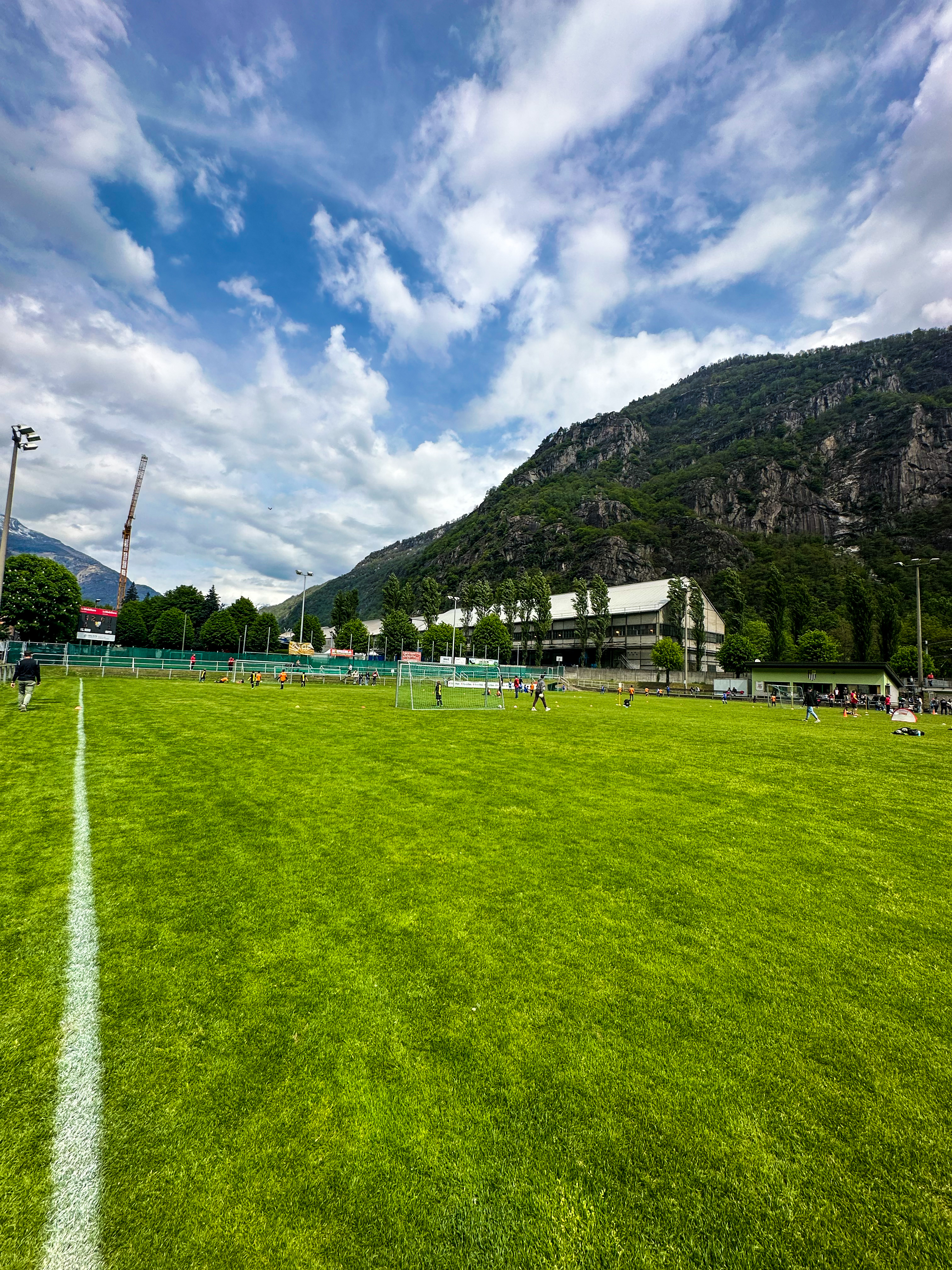
Campo al Ram, Bodio

Il FC Bodio gioca le partite casalinghe allo stadio Campo Al Ram. 
| Campo al Ram                 | Campo al Ram       |
| ---------------------------- | ------------------ |
| Categoria                    | Terreno principale |
| Rivestimento                 | Campo naturale     |
| Misure (Lunghezza/Larghezza) | 108/64             |
| Autorizzato                  | 1° Lega            |
| Anno di costruzione          | 1945               |
| Posti a sedere               | 200                |
| Posti in piedi               | 1000               |
| Proprietario                 | Comune di Bodio    |
| Indirizzo                    | 6743 Bodio TI      |